# New Mexico Highlands University
La New Mexico Highlands University (NMHU) è un'università pubblica di Las Vegas, Nuovo Messico.

## Storia

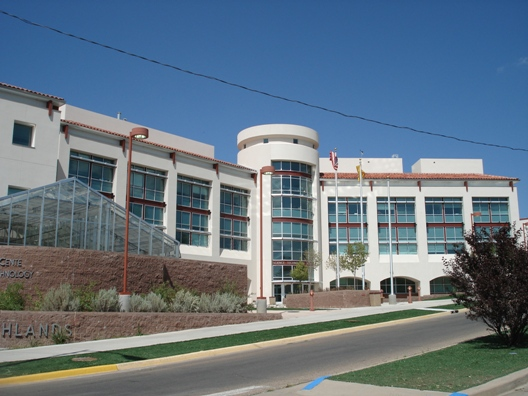
Ivan Hilton Science Center

L'università fu fondata per la prima volta come New Mexico Normal School nel 1893, con l'importante archeologo Edgar Lee Hewett come primo presidente.
L'istituto divenne la New Mexico Normal University nel 1902 e poi la New Mexico Highlands University nel 1941, poiché ampliava il suo ruolo oltre la formazione degli insegnanti. Oggi, la NMHU offre programmi di laurea di secondo livello e di laurea di primo livello in arti e scienze, affari, istruzione e lavoro sociale.
Situato a Las Vegas, una città con una popolazione di oltre 13 000 abitanti, il campus principale di della Highlands è vicino alle aree ricreative e selvagge e si trova a un'ora di auto da Santa Fe e a due ore da Albuquerque.
La maggior parte dei circa 3 765 studenti della scuola provengono dal New Mexico e sono latini. I programmi della Highlands si concentrano sul suo corpo studentesco multietnico, in particolare sulle culture latina e indiana americana distintive del New Mexico.

## Accreditamento
La NMHU è accreditata dalla Higher Learning Commission e ha anche accreditamenti speciali per molti programmi. La School of Education ha ricevuto il pieno accreditamento dal Consiglio Nazionale per l'Accreditamento della Formazione degli Insegnanti (NCATE) nel 2012. La School of Business è accreditata dall'Association of Collegiate Business Schools and Programs (ACBSP). La School of Social Work è accreditata dal Council on Social Work Education (CSWE). La School of Social and Behavioral Sciences è accreditata dal Master in Psychology and Counseling Accreditation Council (MPCAC). Il Dipartimento delle foreste è accreditato dalla Society of American Foresters (SAF).

## Materie accademiche

### Diplomi triennali e lauree
- College delle arti e delle scienze[4]
- Scuola di Commercio[5]
- Scuola di Educazione[6]
- Scuola di Assistenza Sociale Facundo Valdez[7]

## Vita studentesca
Ci sono oltre 50 organizzazioni studentesche presso la NMHU.

## Atletica
Le squadre atletiche della NMHU sono soprannominate Cowboys / Cowgirls e competono nella Rocky Mountain Athletic Conference della NCAA Division II. Vengono offerti dieci programmi di atletica leggera, tra cui calcio femminile, sci di fondo, pallavolo, basket maschile e femminile, wrestling, baseball, softball e football universitario.

## Centri statali

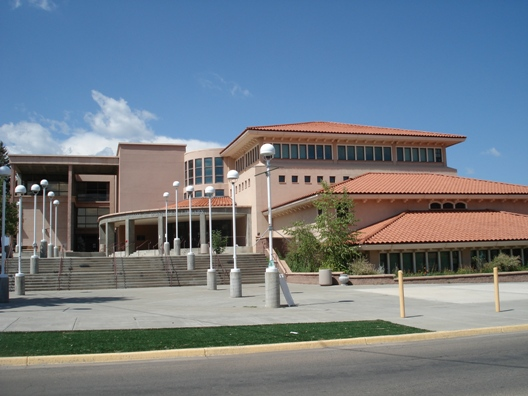
Libreria Donnelly

Nell'anno accademico 1997-98, la New Mexico Highlands University istituì un centro di apprendimento esteso a Rio Rancho ed iniziò a offrire corsi universitari e post laurea in economia, contabilità, istruzione e lavoro sociale. Il centro ha continuato con le lezioni in quelle aree e ha aggiunto studi in giustizia penale, amministrazione degli affari pubblici, informatica e consulenza generale e scolastica.
Ci sono anche molti altri centri, inclusi Santa Fe, Farmington e Rio Rancho.